# Юридична професія у США
Юридична професія — вважається найпрестижнішою та найпопулярнішою професією в США
Юрист у США — це зазвичай, особа, що допущена до практичної юридичної діяльності. Особам, які не мають юридичної освіти заборонено займатися практичною діяльністю. Юрист в США, що отримав допуск до адвокатури, займається юридичною практикою в будь-якій формі, може надавати послуги адвоката як поза судом, так і будучи представником в суді, але, тільки в юридичній сфері, де він має право займатися практичною діяльністю.

## Історія розвитку
Розвиток юридичної професії почався з 18 століття. З самого початку юристи в Північно-Атлантичні колонії завозилися з Великої Британії. Перша навчальна програма буда створена в Нью-Йорку в 1730 р. і вимагала 7 років навчання. У 1756 році були прийняті нові правила, за якими юрист повинен був закінчити чотирирічний коледж, в доповнення до п'яти років навчання і спеціального іспиту. Пізніше необхідний термін навчання скоротився до двох років.
Спеціалізовані факультети з навчання правовим дисциплінам з'явилися в США лише в кінці 18 століття. Перший диплом бакалавра на території штатів був виданий в 1793 році. Перша університетська програма юридичної освіти була представлена в Університеті Меріленда в 1812 році. Вона включала в себе багато філософських і теоретичних праць, в тому числі Біблію, праці Цицерона, Сенеки, Аристотеля, Адама Сміта тощо.
У 1850-х роках у США з'явилося багато приватних шкіл права, що виникали, коли практикуючий юрист набирав помічників і самостійно навчав їх основам юридичної професії саме в практиці, в той час як в університетах юридичні факультети давали знання в теорії. В університетах вважали, що практичні навички людина набуває сама, коли приступає до самостійної практики.
З 70-х років 19 століття професія набула активного розвитку. Швидкий розвиток економіки і соціальної сфери потребував кваліфікованих фахівців в області юриспруденції. Адвокати були присутніми на всіх важливих угодах чи зустрічах, вони слідкували за додержанням правильного оформлення договорів, перевіряли реквізити угод тощо. В цей же час спостерігається бурхливий розвиток юридичних інститутів та коледжів.
Саме з кінця 19 століття і до сьогодні ця професія не втратила престижу і є однією з найбільш популярних в США.

## Структура
На сьогодні США нараховується приблизно 900 тисяч юристів, більша кількість яких мають адвокатський патент, що є однією з перших умов, для заняття будь-якою практичною діяльністю; тільки в науково-викладацькій роботі відсутня необхідність у патенті, однак велика кількість юристів-вчених на початку своєї кар'єри проходять процедуру допуску до діяльності в сфері практики. Це відбувається для того, щоб вони могли перейти в іншу юридичну сферу, окрім наукової.
Розрізняють три типи юристів:
- Практикуючі юристи, зазвичай займаються тією діяльністю, яка в будь-якій мірі пов'язана в з правовою;
- особи, які мають диплом, але прямо діяльність з правом не пов'язана.
- ті, хто займається науковою діяльністю.

З першого типу юристів, найбільшу групу становлять адвокати, які займаються приватною практикою.
Розрізняють категорію юристів, яких називають юридичними консультантами, мають всі привілеї адвокатів, є штатними співробітниками, отримують заробітну плату.
Велику групу становлять юристи державних установ, які є співробітниками консультуючих служб органів виконавчої чи законодавчої влади, або місцевих органів, також це можуть бути співробітники і керівники державних органів, діяльність яких оплачується з держбюджету.
Ще однією групою юристів, є працюючі в поліції і органах розслідування. Маючи диплом юриста, але тим не менше юристами як такими не є, однак співробітники служб, наприклад, працівники ФБР такими вважаються.
Особливою є група суддів. Суддею може бути особа, що має диплом юриста, практичний досвід роботи в адвокатських установах або органах державного обвинувачення, чи працюючи в юридичних органах служб державного характеру. Сьогодні налічується 1200 федеральних суддів і десь 30 000 суддів штатів
До другого типу можна віднести юристів, які не займаються практикою як такою або наукою. Ці люди надають перевагу політиці або бізнесу. Досить довгий час вони відігравали особливу роль в суспільно-політичному житті країни. Одним із яскравих прикладів можна навести те, що з 42-х президентів США, 25 мали юридичну освіту (А. Лінкольн, Ф. Рузвельд, Г.Трумен та інші).
Третьою категорією — є люди, які знайшли себе в науковій або викладацькій діяльності

## Адвокат
Адвокат (attorney) — це юрист, який допущений до адвокатури, та може займатися юридичною практикою.
Тому «адвокатська» практика — це один з видів юридичної практики.
Допуск до заняття адвокатською діяльністю
Щоб отримати допуск для зайняття адвокатською діяльністю потрібно виконати певні вимоги, а саме:
- мати вік не менше 21 року:
- повинна бути середня освіта (кваліфікаційний (undergraduate) рівень університету або коледжу);
- мати юридичну освіту (правова школа (освітньо-кваліфікаційний рівень J.D. або LL.B.)).

Здати кваліфікаційний іспит, їх існує декілька видів
— адвокатський іспит — зазвичай це іспит який проходить два або три дні для допуску до практики, включає 21-31 питання, які стосуються знань, умінь тлумачити і правильно застосовувати правові норми того штату, в якому особа складає тест;
— MPRE — мультиштатний тест, зазвичай стосується питань профвідповідності, він перевіряє знання юридичних правил, принципів права. Тест може включати питання на знання суддівської етики, незалежності суддів чи їх політичної діяльності;
Далі визначають характеристики кандидата і його придатність до роботи.
Після всіх іспитів особа складає присягу на вірність Конституції, законам США та того штату, де в майбутньому хоче працювати.
Структура адвокатури, форма діяльності
У США практикується одноособова діяльність, в складі адвокатських контор чи великих фірм. Більшість адвокатів практикує самостійну діяльність або в складі невеликих контор.
Але незважаючи на все, саме робота у великій адвокатській фірмі чи конторі є найбільш бажаною. Зазвичай фірми надають перевагу справам забезпечених клієнтів, якими виступають корпорації. Адвокатів, як працівників фірми, поділяють на дві категорії:
- партнери (в кінці розділяють прибуток між собою)
- співробітники (особи, які одержують заробітну плату від фірми)

Деякі юристи-практики працюють в органах «публічних захисників», ними є організації забезпечення існування яких покладається на державу (фінансування йде з державного бюджету). Адвокати безкоштовно обслуговують обвинувачених, але лише тих, хто не має змоги заплатити за їх послуги.
Для певної категорії осіб у містах організовані органи юридичної допомоги, існування яких забезпечують благодійні внески та добровільні пожертвування.
Оплата послуг адвоката
Чітких або конкретних принципів для оплати послуг адвоката в США не існує. Сума виплати встановлюється завдяки домовленості з клієнтом, зазвичай практикують погодинну оплату послуг (приблизно 25-500 доларів на годину)
В справах цивільного характеру використовують оплату, яка носить назву «умовного гонорару» — адвокат отримує кошти лише після виграної справи, в розмірі конкретно встановленого відсотку.
Органи «публічних захисників» та служби юридичної допомоги надають свої послуги безкоштовно тим, хто відповідно до законів США носить статус малозабезпечених.

## Громадські організації адвокатів
У США існують різні організації адвокатів, що об'єднуються за різними ознаками.
У більшості штатів встановлено те, що членство має бути обов'язковим для всіх осіб, які мають право займатися юридичною практикою; така адвокатура називається «інтегрована»
Американська асоціація юристів (приблизно 401 тисяча членів) є однією з найбільших та найвпливовіших організацій юристів. Більшу частину членів ААЮ становлять адвокати. Окрім адвокатів членами можуть бути науковці з юридичною освітою, студенти Вузів. Як рівноправні партнери у роботі ААЮ беруть участь приблизно 35 спеціалізованих професійних організацій юристів (наприклад, Товариство суддів, Національна асоціація генеральних аторнеїв, Національна асоціація адвокатів у кримінальних справах, Національна асоціація жінок-адвокатів).
Робота ААЮ розділена чітко по секціям, відділенням та комітетам. Практика охоплює всі частини правової системи в США, наприклад, питання професійної етики, розробка законопроєктів; також асоціація має право виступати з законодавчою ініціативою, її рекомендації сприяють уніфікації законодавства, вироблення єдиних стандартів адвокатської практики і принципів відправлення правосуддя.

## Асоціація українських правників Америки
Сьогодні в США існує Асоціація українських правників Америки, яку створили у вересні 1977 р. у м. Клівленд, керуючись «бажанням тісніше співпрацювати з українською громадою, її організаціями та стати на захист українських братів…» Асоціація є професійного організацією американських юристів українського походження. Асоціація не один раз брала участь чи надавала підтримку в різних справах (наприклад, захист дисидентів — борців за права людини, протест проти підписання угоди між ААЮ та радянськими правниками, справа Мирослава Медвідя, UABA v. Schultz (INS lawsuit), справа Івана Дем'янюка, захист Степана Хмари тощо). В різний час її очолювали достатньо відомі юристи США. Нинішнім президентом є Андрій Підгірський (з 2005 р.)